# ساندیا هایتس (نیومکزیکو)
ساندیا هایتس (به انگلیسی: Sandia Heights) یک منطقهٔ مسکونی در ایالات متحده آمریکا است که در شهرستان برنالیو، نیومکزیکو واقع شده‌است. ساندیا هایتس ۵٫۰ کیلومتر مربع مساحت و ۱۰٬۲۹۳ نفر جمعیت دارد و ۱٬۸۸۳٫۶۹ متر بالاتر از سطح دریا واقع شده‌است.